# 목포MBC 정오의 희망곡
목포MBC 정오의 희망곡은 목포MBC FM4U(FM 102.3㎒)에서 1986년 7월 1일부터 2022년 5월 1일까지 36년간 매일 낮 12시부터 오후 2시까지 방송했던 목포 등 전남 서남부 지역의 대중가요 전문 라디오 프로그램이다.

## 코너 소개
목포MBC 정오의 희망곡은 매일, 요일별로 다양한 코너로 구성된다.

### 매일
- 알쓸상퀴(1부)
  - 알아두면 쓸모 있는 상식정보 퀴즈!
- 오늘의 밑줄, 나의 책갈피(2부)
  - 좋은 문장, 구절, 시 등을 소개 하는 시간!
- 월간 플레이리스트(4부)
  - 매달 다른 주제에 따른 정희 플레이리스트를 만들어보는 시간!

### 월요일
- 히든키워드(3부)
  - 5곡이 공통으로 말하고 있는 키워드를 맞춰라! 임유진 리포터와 함께^^

### 화요일
- 세상만사 참견해둉(3부)
  - 혼자서는 힘들어 도움이 필요해요~ 어떤 문제든 다 참견해드립니다! 양동하 리포터와 함께^^

### 수요일
- 내 이야기를 들어줘(3부)
  - 우리 정희 가족들의 생생한 목소리 사연과 신청곡을 전해드리는 시간!

### 목요일
- 알쏭달쏭 쏭~퀴(3부)
  - 단계별 힌트를 듣고 노래 제목을 맞춰라! 신개념 음악 퀴즈!

### 금요일
- 오늘 뭐먹지?(3부)
  - 매번 고민인 오늘의 메뉴~ 퀴즈도 풀고 메뉴도 정해보세요! 정해인 리포터와 함께^^

### 토요일, 일요일
- 놓친 그 노래(1, 2부)
  - 주중에 미처 전해드리지 못한 음악만 모아서 전해드리는 시간!
- 논스탑 뮤직(3, 4부)
  - 누구의 방해도 받지 않고 오직 음악만 즐길 수 있는 시간!

## 같이 보기
- 목포문화방송
- MBC FM4U
- 정오의 희망곡 김신영입니다

| 목포MBC FM4U        |                       |                                 |
| 이전                | 목포MBC 정오의 희망곡 | 다음                            |
| 이석훈의 브런치카페 | 목포MBC 정오의 희망곡 | 2시의 데이트 뮤지, 안영미입니다 |
| 오전 11시 ~ 낮 12시 | 낮 12시 ~ 오후 2시    | 오후 2시 ~ 오후 4시             |
| 일부 지역 자체 방송 | 전남 서남부 지역 방송 | 전국방송                        |